# Norbert Henrichs
Norbert Henrichs ( 5. července 1935, Essen, Německo – 2. května 2016) je německý dokumentarista, vědec a profesor. Přestože některé jeho práce, jako například „Text-Word Method“ či kritika tradičních informačně-vyhledávacích systémů, mají celosvětový charakter, většinu svého času věnoval rozvoji informační vědy ve své rodné zemi – Německu. Je znám jako jeden z pionýrů informační vědy v Evropě.

## Život a kariéra
Norbert Henrichs se narodil v roce 1935 ve městě Essen v oblasti řeky Rúr. Již v době studií se zaměřoval na humanitní obory. Studoval na univerzitě v Bonnu, dále na univerzitě v Mnichově a Kolíně, dostal akademický titul z filosofie, teologie, psychologie, historie a doktorský titul z filosofie, přesněji z existenciální hermeneutiky. Svou kariéru započal v letech 1961–1966 jako středoškolský učitel. Dále pak od roku 1967 pracoval jako odborný akademický asistent na univerzitě v Düsseldorfu na Institutu filosofie, kde mu byl v roce 1974 udělen titul profesor filosofie a informační vědy. V roce 1980 opustil Düseldorf a až do roku 1985 pracoval jako vědecký ředitel pro Společnost informací a dokumentací (Gesellschaft für Information und Dokumentation – GID) ve Frankfurtu nad Mohanem. V roce 1986 se však vrátil na univerzitu v Düseldorfu a opět působil jako profesor informační vědy. Za jeho působení na univerzitě byl v roce 1999 Institut filozofie přejmenován na Institut pro jazyky a informace (Institute for Language and Information).

## Aktivity, členství
Od roku 1970 byl rovněž konzultantem federální vlády v Bonnu a konzultantem vlády pro informační politiku ve Vestfálsku. Byl členem několika poradních výborů v Deutsche Forschungsgemeinschaft (v Bonnu), Deutsche Bibliothek (ve Frankurtu), Deutsches Bibliotheksinstitut (v Berlíně), Fachinformationszentren Mathematik, Physik, Astronomie (v Karlsruhe), Sozialwissenschaften (v Bonnu), Sportwissenschaft (v Kolíně nad Rýnem) a členem některých vědeckých společenství.

## Přínos pro informační vědu
Norbert Henrichs se k informační vědě (IV) dostal přes dokumentaristiku. Aktivně kritizoval tradiční informačně-vyhledávací systémy a metody.

### Text-word method
Vzhledem k tomu, že nepovažoval klasifikační systémy ani lexikony za dobrou metodu pro indexování filozofických článků, vynalezl (v roce 1967) novou metodu intelektuálního indexování, která má být adekvátní indexovací metodou pro humanitní vědy, jež nazval "Text-word method". Metodu lze přirovnat k dnešnímu tagování s tím rozdílem, že jsou využívána pouze „klíčová slova“ z daného dokumentu (zde narazil na jazykové obtíže, které však byly vyřešeny). Hlavní myšlenkou metody není reprezentace samotného dokumentu, ale tematické skupiny.

### I&D Program
Norbert Henrichs hrál klíčovou roli v plánování německého vládního programu pro rozvoj dokumentace a informace (I&D Program 1974–1977), který měl za úkol sloučit téměř 650 dokumentačních středisek do 20 informačních center. Tento program neměl ve své době ve světě neměl obdoby. Nebyl však nikdy kompletně realizován a musel být zrušen, převážně kvůli špatnému financování.

### Vysokoškolské vzdělaní v IV
Norbert Heinrichs sehrál také důležitou roli v budování informačně zaměřeného programu na univerzitě v Düsseldorfu. Původně se zde zaobíral optimalizací dokumentace filozofických materiálů, což vyústilo k vytvoření databáze (jedné z prvních vůbec) s Booleovým vyhledávacím systémem. Začal pořádat přednášky (1969-70) s informačně-vědní tematikou. Z toho důvodu filozofická fakulta povolila vypracování IV curricula, což vedlo k zvýšení zájmu a prestiže oboru. Podle Norberta Henrichse má informační věda o organizování znalostí velký praktický potenciál. Curriculum tedy bylo laděno touto cestou. Informační věda byla studentům nabízena pod záštitou filozofické a matematicko-vědní fakulty jako „aplikovaná filozofie“. Na univerzitě Heinricha Heineho lze studovat obor „Informační věda a jazyky“.

## Nejvýznamnější práce
Nejvýznamnější výsledky práce Norberta Henrichse jsou zaznamenány v díle Pioneers of Information Science in Europe: The Oeuvre of Norbert Henrichs. Práce je také sumarizována ve stejnojmenné prezentaci.
Práce The Growing Crisis of Traditional Information Retrieval Systems - What is to follow? popisuje krizi tehdejších vyhledávacích systémů. I když se jedná o práci staršího data, stále obsahuje užitečné informace.